# Danke, Tante
Danke, Tante (Originaltitel: Grazie zia) ist ein italienischer Spielfilm, und zwar der Debütfilm des damaligen 24-jährigen Regisseurs Salvatore Samperi aus dem Jahr 1968 in Schwarzweiß. Von ihm stammt auch das Drehbuch. Seine Premiere hatte der Film 1968 bei den Internationalen Filmfestspielen von Cannes. In der Bundesrepublik Deutschland konnte man ihn das erste Mal am 17. März 1969 im Fernsehprogramm der ARD sehen. Ins Kino kam er erst am 12. Dezember 1969 unter dem Titel Des Teufels Seligkeit.

## Inhalt
Aus Protest gegen die ihm verhasste großbürgerliche Umwelt simuliert Alvise, der 17-jährige Sohn eines Industriellen, eine Lähmung der Beine. Angewiesen auf einen Rollstuhl, den er nur in unbeobachteten Augenblicken verlässt, tyrannisiert Alvise seine Mitmenschen und erschleicht sich ihr Mitleid. Während einer längeren Abwesenheit seiner Eltern kommt er zu seiner Tante, der Schwester seiner Mutter. Lea ist eine attraktive, voll emanzipierte Ärztin, die in Alvises Augen als Personifizierung jenes heuchlerischen Großbürgertums gilt, dem er den Kampf angesagt hat. Weil Lea den scheinbar hilflosen Jungen liebt, ist sie ein willkommenes Opfer für die sadistisch-erotischen Spiele des Neurotikers Alvise. Er zwingt die junge Frau in immer größere Abhängigkeit zu sich, zwingt sie, mit ihrem langjährigen Geliebten, einem ehemaligen Widerstandskämpfer und kommunistischen Journalisten, zu brechen; er verdrängt ihn, da er ihn hasst. Dieser Hass ist aber lediglich persönlich und nicht, was naheliegend wäre, politisch motiviert. Nach dem Sieg über Stefano setzt Alvise sein teuflisches Spiel mit der Tante fort. Er treibt Lea so weit, dass sie das Verlangen nach inzestuöser Vereinigung mit ihrem Peiniger verspürt. Aber anstatt sie durch die Erfüllung dieses Verlangens zu zerstören, zwingt Alvise sie dazu, ihm, dem Kranken, dem Leidenden, die erlösende tödliche Spritze zu verabreichen (Euthanasie).

## Kritik
Das Lexikon des Internationalen Films zog folgendes Fazit: „Psychologisch und in der Milieuzeichnung nicht überzeugend, erreicht Samperi seine provokatorische Absicht nur bedingt.“ Der Evangelische Filmbeobachter hingegen hat eine bessere Meinung: „Anerkennenswert gekonnt und konsequent gemachtes Erstlingswerk eines jungen Italieners, dessen provokatorische und agitatorische Absicht aber nur bedingt erreicht wird. Als Diskussionsbeitrag ab 18 zu empfehlen.“